# Bolgvatnet
Bolgvatnet er den største sø i Kristiansund kommune, i Møre og Romsdal fylke i Norge og ligger på øen Frei. Søen er langstrakt og ligger i nord-sydlig retning, og Riksvei 70 går langs østsiden af vandet. Bolgvatnet fungerede som hoved-drikkevandskilde for Kristiansund og Frei til omkring 1980. I 2017 er det reservevandkilde, efter Storvatnet i Tingvoll kommune.
Langs vestsiden ligger Freikollenmassivet og i øst Midtfjellet og Kistfjellet.Syd for søen ligger Prestmyra og Storbakken. I nord er der afkørselsvej til Vadsteinsvika og Vikaneset havhotel. Vandspejlet ligger 66 meter over havet. Den største ø Rastholmen ligger på østsiden. Lokale kilder har opgivet største dybde til 16 meter. Udløbet er mod nord til Bolgelva. Vest for pumpestationen mod syd rager en halvø ud.